# Groupe NGE
 (janvier 2013).
Pour les articles homonymes, voir NGE.
« Guintoli » redirige ici. Pour le pilote de vitesse moto français, voir Sylvain Guintoli.
NGE (Nouvelles Générations d'Entrepreneurs) est un groupe français indépendant de BTP fondé en 2002. Il est implanté en France et à l'international et se développe autour de huit métiers du BTP : Cycle de l'eau, Génie civil, Routes, Fondations, Ferroviaire, Energies & Télécom et Bâtiment. Le groupe participe à la construction des grandes infrastructures et à des projets urbains et de proximité. Il accompagne les projets des donneurs d’ordres (concessions, délégations de service public, marchés de partenariat) et a également une activité consacrée au développement immobilier.
Le groupe emploie plus de 16 000 salariés. Son chiffre d'affaires est de 3,1 milliards d’euros en 2022.
Selon Radio France, le groupe travaille avec 23 000 collaborateurs dans 17 pays pour un chiffre d'affaires de trois milliards d’euros.

## Histoire
(août 2018).
- En 1947, création de l'entreprise Guintoli
- En 1974, création de l'entreprise EHTP
- En 1988, création de l'entreprise GTS
- En 2002, les entreprises Guintoli, EHTP et GTS redeviennent indépendantes et se regroupent au sein du holding financière NGE :  la marque NGE est créée
- En 2004, reprise de l'entreprise Muller TP dans l'Est ainsi que l’entreprise Cazal dans le Sud-Ouest
- En 2005, Agilis est intégrée au Groupe
- En 2005, création de NGE GC
- En 2007, l'entreprise SLD TP dans l'Est est acquise par le groupe
- En 2008, l'entreprise SOC en Aquitaine est acquise par le groupe
- En 2010, l'entreprise Siorat, spécialisée dans la construction de routes, est acquise par le groupe
- En 2011, TSO, entreprise de travaux ferroviaires, est acquise par le groupe ; le Fonds Stratégique d'Investissement (FSI) entre dans le capital de NGE, et la participation de CM-CIC Capital Finance augmente[2][source insuffisante].
- En 2012, création de LACIS
- En 2014, création de NGE Concessions
- En 2016, l'entreprise Cardinal Edifice est acquise par le Groupe, elle devient NGE Bâtiment en 2022
- En 2017, le groupe Dacquin est acquis par le groupe
- Toujours en 2017, le Groupe crée NGE Infranet, la filiale spécialisée dans les études et grands projets de déploiement de réseaux fibre optique. Elle rassemble les activités d'EHTP consacrées au Plan France Très Haut Débit et Aege Réseaux et Télécoms.
- En 2018, fusion des entités GTS - Groupe Dacquin - Sud Fondations - Sotrac pour devenir NGE Fondations
- En 2020, création de NGE Connect
- En 2020, création de NGE Immobilier
- En 2020, intégration de Pontiggia

En octobre 2021, le fonds Montefiore annonce faire l'acquisition d'une partie du capital de NGE.
- En 2022, création de NGE Paysages
- En 2023, création de NGE Énergies Solutions
- En 2024, reprise de la filiale SADE-CGTH de Veolia par le groupe

NGE Concession est actionnaire à hauteur de 25 % de la concession ATOSCA créée spécialement pour l'A69. Ce projet est contesté par de nombreuses luttes locales. 82% de la population concernée (Tarn et Haute-Garonne) sont favorables à un référendum sur ce projet, selon l'ifop. Les travaux ont démarré en mars 2023, mais sont retardés en raison d’actions militantes et de divers recours en justice.
En mars 2024, Veolia annonce la vente de sa filiale Sade, spécialisée dans la construction de canalisations, au groupe NGE pour 260 millions d'euros.

## Présentation
NGE, quatrième groupe français du BTP, intervient sur l’ensemble du territoire français avec plus de 100 implantations. Son siège social est à Saint-Etienne-du-Grès dans les Bouches-du-Rhône. 
Son organisation est constituée de 14 régions multimétiers, de grands projets et de plusieurs filiales spécialisées dotées d’une expertise spécifique.
Le groupe est également présent à l’international sur des grands projets structurants et des infrastructures de proximité.
- Guintoli : L'entreprise est spécialisée dans les VRD. Elle aménage les terrains (traitement des sols, minage, aménagement urbain) pour y construire des immeubles ou des chemins de fer.
- EHTP. : L'entreprise est spécialisée dans les canalisations et les réseaux, sous terre ou en surface. Elle s'occupe notamment des réseaux secs (câbles électriques, fibre optique, télécommunication, gaz) et des réseaux humides (eau, eaux usagées).
- NGE Génie Civil : filiale crée en 2006, spécialisée dans le génie civil. Ses activités portent sur les ouvrages d'Art, les stations d'épuration, les travaux fluviaux, les bâtiments industriels.
- Siorat et Agilis : spécialisées dans la construction de routes et de ses équipements.
- NGE Fondations : spécialisée dans les travaux géotechniques et la sécurisation des sols. Son activité est concentrée sur les améliorations de drainage, les décontaminations de sols, le confortement de parois ainsi que le soutènement de massifs. Elle existe depuis la création du groupe.
- TSO : L'entreprise TSO, filialisée en septembre 2011[9][source insuffisante], est spécialisée dans les travaux ferroviaires : pose de rails, électrification et remaniement des caténaires, développement de logiciels ferroviaires et construction, ainsi que renouvellement et entretien des voies ferrées. L'une de ses prestations a porté sur le renouvellement LGV Atlantique, entre Paris et Chartres[10][source insuffisante]
- NGE Infranet : Filiale créée en 2017 à la suite du regroupement des activités Haut Débit d'EHTP et de l'expertise d'Aege Réseaux et Télécoms. NGE Infranet est un acteur majeur dans le domaine du très haut débit.
- SADE : racheté à Veolia le 29 février 2024, c'est un acteur majeur des travaux publics souterrains notamment les canalisations ou les tunnels

## Répartition du chiffre d'affaires par activité (2022)
| Activité                                   | Régions multimétiers | Filiales Nationales Spécialisées | Grands projets | International  |
| ------------------------------------------ | -------------------- | -------------------------------- | -------------- | -------------- |
| Part du chiffre d'affaires réalisé en 2022 | 38 %                 | 31 %                             | 19 %           | 12 %           |
| Montant du chiffre d'affaires              | 1 170 milliard €     | 966 millions €                   | 572 millions € | 377 millions € |